# Julius Friedleben

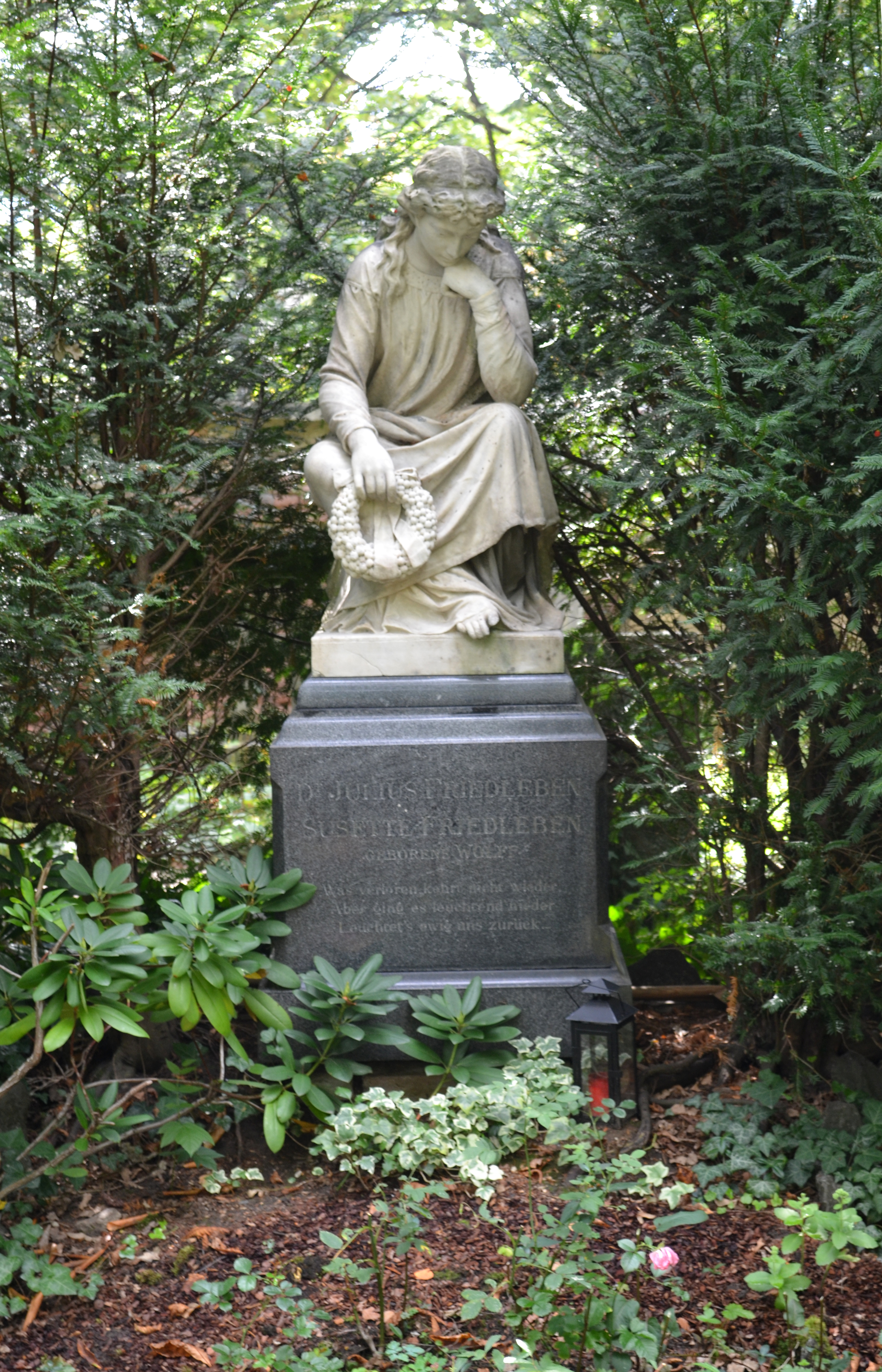
Familiengrab auf dem Hauptfriedhof

Johannes Jacob Julius Friedleben (* 12. Mai 1820 in Frankfurt am Main; † 6. August 1886 ebenda) war ein Jurist und Politiker der Freien Stadt Frankfurt.

## Leben
Friedleben war der Sohn des Lehrers Dr. phil. Theodor Friedleben. Der Arzt Alexander Friedleben war ein Bruder. Friedleben entstammte einem Zweig der jüdischen Familie Wimpfen, die nach 1800 zum Christentum konvertiert war und den Namen Friedleben angenommen hatte. Er heiratete Susette geborene Wolf. Der Ehe entsprang der gemeinsame Sohn Georg Julius Friedrich Friedleben, der ebenfalls promovierter Jurist war und Abgeordneter im Nassauischen Kommunallandtag wurde.
Julius Friedleben studierte Rechtswissenschaft. Die Ruprecht-Karls-Universität Heidelberg promovierte ihn 1841 zum Dr. iur. Er arbeitete als Advokat in Frankfurt am Main zuletzt mit dem Titel eines Justizrates. 1881 trat in die väterliche Kanzlei, die er später übernahm. 
Im Rahmen der Revolution von 1848/1849 in der Freien Stadt Frankfurt wurde er am 24. August 1848 in den dreißigköpfigen Verfassungsausschuss der Stadt gewählt. Bei der folgenden Wahl am 25. Oktober 1848 wurde er in die Constituierende Versammlung der Freien Stadt Frankfurt gewählt. 1866 gehörte er dem Gesetzgebenden Körper an. 
Julius Friedleben, seine Frau und sein Sohn sind auf dem Hauptfriedhof (Frankfurt am Main) begraben. Das Grab (Gewann D, Grabstelle 202-204a) steht unter Denkmalschutz.